# Примарна планета
«Примарна планета» (англ. The Phantom Planet) — науково-фантастичний пригодницький фільм режисера Вільяма Маршалла, який вийшов 13 грудня 1961 року, вільна інтерпретація історії про Гуллівера.

## Сюжет
1980 рік. Людина щосили підкорює космос. На Місяці знаходяться головний космопорт і центр наукових досліджень. Один з кораблів врізається в астероїд. Дізнатися про стан судна, що не виходить на зв'язок, командування посилає капітана Френка Чапмена і лейтенанта Рея Макконена на кораблі «Пегас-4». Незабаром після старту корабель з невідомих причин збивається з курсу. Прилади один за іншим виходять з ладу, зв'язок пропадає. Корабель потрапляє в скупчення астероїдів і врізається в один з них. При спробі усунути пошкодження Френк потрапляє під метеор і втрачає свідомість. Рей рятує його ціною свого життя. Один з астероїдів несподівано починає притягувати корабель тяговим променем. З'ясовується, що астероїд володіє атмосферою, через особливості якої все, що в неї потрапляє, багаторазово зменшується. Незабаром зменшений Френк зустрічає таких же мікроскопічних аборигенів, які приводять його до вождя. Вождь на ім'я Сессом вирішує взяти Чапмена в ряди своїх підданих. Він знайомиться з Парадокс, дочкою Сессома, яка закохується в нього. Але її німа подруга Зета також закохується в прибульця. У Ліару вже закоханий якийсь Геррон, який ревнує її до Чапмена.
Останні повідомлення Френка доходять до центру на Місяці. Полковник Ленсфілд, командувач операцією, надсилає нову групу на допомогу Френку. Група знаходить корабель Френка.
Сессом демонструє Френку технології своєї раси, засновані на гравітації. Після бесіди Френк запрошує Зету погуляти і показує їй свій скафандр, який не зменшився при приземленні. Його викликають до Сессома, якому не подобається, як Чапмен поводиться з Ліарою. Геррон викликає Френка на поєдинок до смерті. Френк практично перемагає, але в останній момент відмовляється вбивати супротивника. Він звинувачує Ліару в бездушності щодо себе і Геррона: вона могла б зупинити поєдинок, але не стала цього робити.
Геррон пропонує Френку допомогу у втечі.
На планету нападає ворожа раса соляритів. Відбувається битва. Чапмен придумує ефективний спосіб оборони, і Сессом пропонує йому стати новим вождем. В цей час з в'язниці тікає полонений солярит. Він нападає на Зету, але підоспілі Чапмен і Геррон рятують її. Від страху її німота виліковується.
Чапмен покидає планету на присланому з Місяця кораблі. Він точно знає, що ніхто йому не повірить.

## У ролях
- Дін Фредерікс — капітан Френк Чапмен
- Колін Грей — Ліара
- Ентоні Декстер — Геррон
- Френсіс К. Бушмен — Сессом
- Річард Вебер — лейтенант Рей Макконен
- Дік Хейнс — полковник Ленсфілд
- Ерл Макденіелс (в титрах Макденіел) — капітан Леонард, пілот зниклого корабля
- Майк Маршалл — лейтенант Вайт, навігатор зниклого корабля
- Джон Херрін — капітан Бічер
- Лорі Лайонс — офіцер за радаром
- Річард Кіл — солярит
- Долорес Фейт — Зета
- Марвін Міллер — голос за кадром
- Леон Зелцник — голос за кадром

## Факти
- Фільм став повнометражним дебютом для актора Річарда Кіла (раніше він знімався тільки в серіалах), відомого глядачеві головним чином у ролі кілера на ім'я Щелепи, персонажа фільмів про Джеймса Бонда «Шпигун, який мене любив» і «Місячний гонщик».
- Це останній фільм в кар'єрі Вільяма Маршалла.

## Виробництво
Режисер Вільям Маршалл, колишній актор і лідер гурту, раніше зняв два фільми з Ерролом Флінном - "Привіт, Боже" та "Пригоди капітана Фабіана". Його син Майк Маршалл дебютував у "Примарній планеті". Сценарист і співпродюсер Фред Гебхардт раніше продюсував і написав сценарій до науково-фантастичного фільму "12 на Місяць" студії Columbia Pictures 1960 року. Дін Фредерікс щойно закінчив зйомки в головній ролі в телесеріалі "Стів Каньйон" на каналі NBC, який згодом було закрито після першого сезону з 34 епізодів. Друга зірка Френсіс X. Бушмен був головною кінозіркою німого кіно. Для актора Річарда Кіля це була перша роль у кіно; він зіграв захопленого в полон Соляріта. 
Інтер'єр космічного корабля "Примарної планети", шоломи скафандрів і кисневі рюкзаки, а також спецефекти вперше з'явилися в науково-фантастичному телесеріалі компанії "Зів" "Люди в космосі", що транслювався в 1959 році на телеканалі CBS. 